# Võ Đạt
Võ Đạt (1838-1886), trước làm quan nhà Nguyễn, sau tham gia phong trào Cần Vương tại Bình Định (Việt Nam). Ông là người thôn Xuân Vinh xã Hoài Mỹ. Năm 1871, ông làm chánh tổng Phú Nhuận, huyện Bồng Sơn, phủ Hoài Nhơn. Năm 1875 (Tự Đức thứ 29), ông được triều đình phong chức  quan kiểm An Dũ. Năm 1885, hưởng ứng chiếu Cần vương,  ông lập quân thứ Xuân Vinh hoạt động trên địa bàn huyện Bồng Sơn phủ Hoài Nhơn, giữ chức đốc tướng dưới quyền  tổng trấn Tăng Bạt Hổ. Tháng 12 năm 1885, quân Cần Vương phía nam Bình Định của Mai Xuân Thưởng hợp nhất với quân Cần vương phía bắc Bình Định của Tăng Bạt Hổ, thống trấn Bùi Điền được cử ra lập căn cứ tại núi Chóp Chài huyện Phù Mỹ.
Tháng 2 năm 1886, theo yêu cầu giúp đỡ của Nghĩa hội Quảng Ngãi, Mai Xuân Thưởng phái ông cùng với Bùi Điền và Đặng Đề chỉ huy một cánh quân đánh chiếm huyện Mộ Đức tỉnh Quảng Ngãi, một cánh quân khác do Tăng Bạt Hổ chỉ huy theo đường từ đồn Lão Thuộc tiến đánh đồn Thanh Thủy (phía tây nam Quảng Ngãi, thuộc sơn phòng Nghĩa Định) và cánh quân thứ ba do Đỗ Duyệt chỉ huy đánh chiếm huyện Đức Phổ tỉnh Quảng Ngãi. Cánh quân đánh chiếm huyện Đức Phổ bị quân Nguyễn Thân mai phục tại chợ Trà Câu gây thiệt hại nặng - Đỗ Duyệt tử trận - nên phải rút về Bình Định, hai cánh quân còn lại cũng lần lượt rút về Bình Định.
Tháng 7 năm 1886, quân Nguyễn Thân chiếm đồn Lão Thuộc, đánh bại quân Bùi Điền ở huyện Đức Phổ, Quảng Ngãi, rồi vây đồn Lại Giang, trấn thủ đồn Lại Giang là Đội Dung liệu một mình không chống nổi, bèn cho người cầu cứu hai đồn Phủ Cũ và Bình Đê. Được tin, Võ Đạt và Đặng Đề từ đồn Bình Đê phía bắc đánh vào, Trần Vận từ đồn Phủ Cũ phía nam đánh ra. Trong lúc hỗn chiến thì Võ Đạt trúng đạn tử trận, Trần Vận sa cơ bị bắt, nghĩa quân lớp chết lớp bị thương quá nhiều, nên Đội Dung và Đặng Đề phải lui quân về căn cứ Kim Sơn với Tăng Bạt Hổ.
Đến cuối tháng 3 năm 1887, Nguyễn Thân mới hoàn toàn bình định được lực lượng Cần vương của Bùi Điền và Tăng Bạt Hổ ở mặt trận phía bắc Bình Định.
Sau Cách mạng tháng Tám năm 1945, chính quyền Việt Minh đổi tên tổng Phú Nhuận phủ Hoài Nhơn tỉnh Bình Định thành tổng Võ Đạt phủ Hùynh Lịch tỉnh Tăng Bạt Hổ. Đến năm 1946 thì đổi lại tên cũ tỉnh Bình Định, bỏ cấp phủ và cấp tổng.